# WatiMin

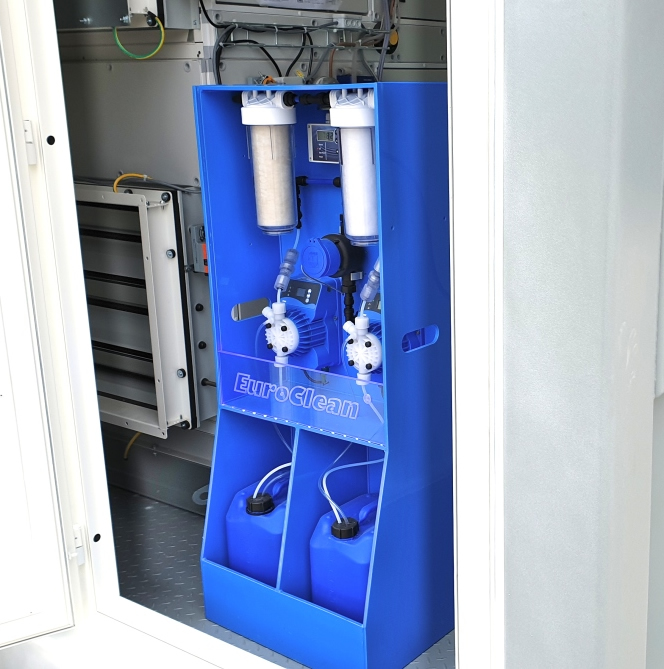
WatiMin je zařízení sloužící ke kontinuální, automatické a velmi přesné remineralizaci vody.

WatiMin je zařízení, které slouží k automatické a velmi přesné remineralizaci vody. Používá se v případech, kdy voda prošla některým procesem demineralizace (např. reverzní osmóza, destilace) a je do ni zapotřebí znovu doplnit zdraví prospěšné látky, aby splnila legislativní požadavky na pitnou vodu. Zařízení je výrobek české firmy EuroClean.

## Princip zařízení
Vstupní demineralizovaná voda prochází v zařízení jemnými filtry, které ji zbaví mechanických nečistot (jemný písek, prach). Následně je voda dezinfikována pomocí UV záření, díky kterému je zajištěna její mikrobiologická nezávadnost. Takto upravenou vodu úpravna WatiMin obohatí o některé nezbytné prvky (např. vápník, hořčík a draslík) a tím vznikne pitná voda dle světových standardů.

## Role přístroje WatiMin v projektu S.A.W.E.R.
S.A.W.E.R. je zařízení, které vyrábí vodu kondenzací par ze vzduchu s využitím solární energie. Tento projekt spojuje odborníky z Univerzitního centra energeticky efektivních budov a Fakulty strojní ČVUT s Botanickým ústavem Akademie věd ČR a v praxi bude uplatněn v českém pavilonu na světové výstavě Expo 2020 v Dubaji.
K zařízení S.A.W.E.R. byl WatiMin připojen, aby z destilované vody vzniklé kondenzací vyráběl vodu pitnou.